# Дахненко, Василий Владимирович
Васи́лий Влади́мирович Дахне́нко (род. 21 февраля 1967, Ангарск, Иркутская область) — российский актёр театра, дубляжа и кино, заслуженный артист России (2006).

## Биография
Василий Дахненко родился 21 февраля 1967 года в Ангарске, где окончил среднюю школу в 1984 году. С 7-го класса посещал театральную студию «Синяя птица» ДК «Нефтехимик» под руководством Леонида Владимировича Беспрозванного.
В 1991 году, после службы в армии, окончил Высшее театральное училище имени М. С. Щепкина (курс Юрия Соломина), с того же года — актёр Малого театра. Свою первую роль на прославленной драматической сцене — Мишку в «Ревизоре» Н. В. Гоголя — сыграл ещё в студенческие годы.
С 1995 по 2003 год преподавал сценическое движение в театральном училище им. Щепкина на русском и корейском курсах Ю. Соломина, В. Бейлиса и В. Иванова.
С 1996 года занимается, в основном, озвучиванием зарубежных кинофильмов, сериалов и компьютерных игр. Его первая работа — дубляж маппета Берта (Власа) из детской телепередачи «Улица Сезам» на студии «Пифагор» под руководством Марины Александровой. Его голосом говорит герой сериала «Сверхъестественное» Сэм Винчестер, Майкл Скофилд в сериале «Побег», Десмонд Хьюм, персонаж известного телесериала «Lost». Был закадровым голосом ТВ-программы «Подиум д’арт» на «РТР» в 1996—1999 годах.
Является любителем книг Конан Дойла, групп «Машина времени», «Кино», и их лидеров Андрея Макаревича и Виктора Цоя, а также джазовых исполнителей. Посещает концерты классической и джазовой музыки, реже — ходит в другие театры.

## Семья
Жена Инесса Рахвалова (род. 1968), актриса.
Сыновья Иван (род. 1998) и Фёдор (род. 2004), оба с шестилетнего возраста также работают на озвучивании.

## Фильмография
- 2004 — Штрафбат (сериал) — капитан Генрих Бонхов, пленный немецкий офицер
- 2005 — Александровский сад (сериал) — Субботин
- 2009 — Исаев. Пароль не нужен (сериал) — эпизод
- 2012 — Жизнь и судьба (сериал) — эпизод
- 2015 — Ералаш (выпуск № 299, сюжет «Будь по-твоему!..»)[5] — отец мальчика в образе Ивана Грозного

## Роли вМалом театре
- 1991 — «Вишнёвый сад» А. П. Чехова — гость
- 1991 — «Царь Фёдор Иоаннович» А. К. Толстого. Режиссёр: Владимир Бейлис — Красильников
- 1991 — «Мещанин во дворянстве» Мольера — учитель фехтования
- 1991 — «Конёк-горбунок» Петра Ершова — 1-й мужик, 2-й мужик
- 1991 — «Кэтхен из Хайльбронна» Генрих фон Клейст — Венцель
- 1992 — «Князь Серебряный» А. К. Толстого — Грязной
- 1992 — «Конёк-горбунок» Петра Ершова — 1-й стражник, Иван
- 1992 — «Царь Иудейский» К. Романова — 2-й из народа
- 1992 — «Обрыв» И. А. Гончарова — Егорка
- 1993 — «Не было ни гроша, да вдруг алтын» А. Н. Островского — Баклушин
- 1993 — «Царь Борис» А. К. Толстого — Князь Черкасский
- 1995 — «Пир победителей» А. И. Солженицына — Салий
- 1995 — «Снежная королева» Е. Л. Шварца — 2-й разбойник (реж. — В. Иванов)
- 1996 — «Преступная мать, или Второй Тартюф» П. О. К. де Бомарше — Вильгельм
- 1996 — «Горячее сердце» А. Н. Островского — Горожанин
- 1997 — «Князь Серебряный» А. К. Толстого — Лаптев
- 1997 — «Снежная королева» Е. Л. Шварца — советник (реж. — В. Иванов)
- 1997 — «Свадьба Кречинского» А. В. Сухово-Кобылина — Джокер Бек (реж. — В. Соломин)
- 1997 — «Таланты и поклонники» А. Н. Островского — Вася
- 1998 — «Воскресение» Л. Н. Толстого — Симонсон
- 1999 — «Снежная королева» Е. Л. Шварца — ворон (реж. — В. Иванов)
- 1999 — «Сказка о царе Салтане» А. С. Пушкина — Кащей (реж. — В. Иванов)
- 1999 — «Хроника дворцового переворота» Г. Турчина — Барятинский
- 2000 — «Горе от ума» А. С. Грибоедова — г-н D (реж. — С. Женовач)[6]
- 2001 — «Царь Борис» А. К. Толстого — Фёдор Романов
- 2002 — «Усилия любви» У.Шекспира — дон Адриано
- 2004 — «День на день не приходится» А. Н. Островского — молодой человек
- 2004 — «Последняя жертва» А. Н. Островского — Наблюдатель
- 2005 — «День на день не приходится» А. Н. Островского — Неизвестный, Василий Дмитрич Досужев
- 2006 — «Мария Стюарт» Ф.Шиллера — офицер гвардии
- 2007 — «Дмитрий Самозванец и Василий Шуйский» А. Н. Островского — Ян Бучинский, Повар царский
- 2007 — «Ревизор» Н. В. Гоголя — Слуга трактирный
- 2008 — «Касатка» А. Толстого — 1-й игрок
- 2008 — «Безумный, безумный Генрих» Л. Пиранделло — Ариальдо
- 2009 — «Кабала святош» М. А. Булгакова — Справедливый сапожник, королевский шут «Мольер»
- 2009 — «Умные вещи» С. Я. Маршака — Канцлер
- 2010 — «Таинственный ящик» П. Каратыгина — Дероше
- 2010 — «Дон Жуан» А. К. Толстого — инквизитор
- 2012 — «Священные чудовища» Ж. Кокто — диктор
- 2013 — «Село Степанчиково и его обитатели» Ф. М. Достоевского — Евграф Ежевикин
- 2014 — «Мнимый больной» Мольера — доктор Пюргон, Беральд
- 2014 — «Недоросль» Д. И. Фонвизина — Правдин
- 2014 — «Молодость Людовика XIV» А. Дюма-отца — герцог де Вилькье
- 2017 — «Король Лир» У. Шекспира — герцог Олбанский[7]
- 2017 — «Таланты и поклонники» А. Н. Островского — Григорий Антоныч Бакин
- 2017 — «Дети Ванюшина» С. А. Найдёнова — Павел Сергеевич Щёткин
- 2017 — «Маленькие трагедии» А. С. Пушкина — священник
- 2017 — «Визит старой дамы» Ф. Дюрренматта — священник, Хофбауэр, горожанин[8]
- 2017 — «Царь Борис» А. К. Толстого — Князь Сицкий
- 2018 — «Смута. 1609—1611 гг.» В. Р. Мединского — Довотчиков
- 2018 — «Государственный переворот» С. Рыбаса и Е. Рыбас — Николай перед расстрелом
- 2019 — «Перед заходом солнца» Г.Гауптмана, режиссёр В. М. Бейлис — Винтер
- 2019 — «День на день не приходится» А. Н. Островского, режиссёр А. В. Коршунов — Досужев
- 2021 — «Слуга двух господ» К. Гольдони, режиссёр Стефано де Лука — Панталоне деи Безоньози
- 2021 — «Месяц в деревне» И. С. Тургенева, режиссёр Г. В. Подгородинский — Шааф
- 2021 — «Буратино» А. Н. Толстого, режиссёры Ю. М. Соломин и С. Г. Сошников — Папа Карло
- 2021 — «Мертвые души» Н. В. Гоголя, режиссёр А. В. Дубровский — Полицеймейстер

## Озвучивание

### Мультфильмы
- 2006 — Князь Владимир — Анастасий
- 2013 — Паровозик Тишка. Новые приключения — Генерал, папа Тишки, полицейский, второстепенные персонажи
- 2018 — Принцесса и Дракон — дядя Дра, дядя Юлиус, рассказчик
- 2020 — Огонёк-Огниво — Пожарный второй, Басист

### Телесериалы
- 2014—2018 — Кухня в Париже, Кухня. 6 сезон, Отель Элеон, Кухня. Последняя битва, Гранд — перевод иностранной речи за кадром

## Дубляж

### Фильмы

#### Кристоф Вальц
- 2009 — Бесславные ублюдки — Ганс Ланда[9][10]
- 2011 — Мушкетёры — Кардинал Ришельё[9]
- 2011 — Резня — Алан Кован[9]

#### Джуд Лоу
- 2009 — Шерлок Холмс — доктор Джон Ватсон[10][11]
- 2011 — Шерлок Холмс: Игра теней — доктор Джон Ватсон[10]
- 2018 — Фантастические твари: Преступления Грин-де-Вальда — Альбус Дамблдор[12]

#### Джерард Батлер
- 2007 — P.S. Я люблю тебя — Джерри[2]
- 2008 — Остров Ним — Джек Русоу / Алекс Ровер[2]

#### Другие фильмы
- 2000 — Люди Икс — Генри Гайрич
- 2005 — Морпехи — капрал Энтони «Суофф» Суоффорд (Джейк Джилленхол)[2]
- 2006 — Прожигатели жизни — Джек Джаморо (Бен Аффлек)[2]
- 2007 — Вкус жизни — Ник Палмер (Аарон Экхарт)[2]
- 2008 — Девушка из Монако — Кристоф Абади (Рошди Зем)[2]
- 2011 — Аноним — Эдуард де Вер, 17-й граф Оксфорд (Рис Иванс)[10]
- 2017 — Золото — Кенни Уэллс (Мэттью Макконахи)[10]
- 2019 — Паразиты — Пак Тон Ик (Ли Сон Гюн)[12]

### Телесериалы
- 1996 — 2007 — Улица Сезам — Влас, некоторые второстепенные герои[10]
- 2005 — 2009 — Побег — Майкл Скофилд (Уэнтуорт Миллер)[2]
- 2005 — Сверхъестественное — Сэм Винчестер (Джаред Падалеки)[2] (с 1 по 6 сезоны (РЕН ТВ), с 7 по 15 сезоны (студия Novafilm/NewStudio))
- 2007 — Лунный свет — Мик Сент-Джон (Алекс О’Лафлин)[2]

### Озвучивание компьютерных игр
- 2009 — Dragon Age: Origins — Алистер Тейрин[13]
- 2009 — Need for Speed: Shift — Помощник[13]
- 2011 — Call of Duty: Modern Warfare 3 — Николай[13]
- 2012 — Halo 4 — Томас Дж. Ласки[13]
- 2012 — Assassin’s Creed III — Чарльз Ли[13], Джордж Вашингтон
- 2012 — Diablo III — Охотник на демонов[13]
- 2014 — LittleBigPlanet 3 — Марлон Бурдо[13]
- 2015 — Halo 5: Guardians — Джеймсон Локк[13]
- 2015 — Tom Clancy’s Rainbow Six Осада — Элиас "Блиц" Кец[13]
- 2016 — Homefront: The Revolution — Итан Брэди[13]
- 2016 — Titanfall 2 — Тай Ластимоза[14]
- 2017 — Assassin’s Creed Origins — Гай Юлий Цезарь[15]
- 2017 — Need for Speed: Payback — Маркус Уир[16]
- 2018 — The Inpatient — Гордон Беннет[17]
- 2018 — Detroit: Become Human — Тодд Уильямс[18]
- 2018 — Shadow of the Tomb Raider — Педро Домингес[19]
- 2019 — Lost Ark — Жан Калло (Флечче)[20]
- 2020 — Avengers — МОДОК[21]
- 2020 — Call of Duty: Black Ops Cold War — Джейсон Хадсон[22]
- 2021 — Battlefield 2042 — Каспер Ван Дэйл[23]
- 2022 — Horizon Forbidden West — Эрик Виссер[24]

- 2000 — The Longest Journey (русское название — Бесконечное путешествие)[25]
- 2001 — Gothic (Готика)[26]
- 2002 — Fred & Jeff: Balls and Kicks (Агенты 008: Банда Корвино)[27]
- 2002 — Divine Divinity. Рождение легенды — Герой-бродяга[28]
- 2003 — Tachyon: The Fringe (Жестокие звезды) — Добряк Рори[29]
- 2003 — Northland (Мир викингов)[30]
- 2004 — Петсон и Финдус: Финдус и компания[31]
- 2004 — Ronja (Рони, дочь разбойника)[32]
- 2004 — Петрович строит дом[33]
- 2009 — Demigod. Битвы богов — Регул[34]

### Музыкальные альбомы
- 2020 — «Интергалактик» — CREAM SODA (нарративные треки, рассказчик)